# Christian Wölbl
Christian Wölbl (* 24. Dezember 1964) ist ein ehemaliger österreichischer Fußballspieler und nunmehriger -trainer.

## Karriere

### Als Spieler
Wölbl spielte bis Jänner 1993 beim SVG Bleiburg, ehe er zum SAK Klagenfurt wechselte. Mit dem SAK stieg er 1995 in die zweite Liga auf. Sein Debüt in der zweithöchsten Spielklasse gab er im August 1995, als er am ersten Spieltag der Saison 1995/96 gegen den Favoritner AC in der Startelf stand. Bis Saisonende kam er zu elf Zweitligaeinsätzen, der SAK stieg jedoch nach einer Spielzeit wieder in die Regionalliga ab.
Daraufhin wechselte Wölbl zur Saison 1996/97 zum SC Globasnitz. Im Jänner 1999 schloss er sich dem VST Völkermarkt an. Zur Saison 1999/2000 wechselte er zu den SF Rückersdorf. Im Sommer 2001 ging er zum ASKÖ St. Michael/Bleiburg. Im Jänner 2005 kehrte er nach Globasnitz zurück. Zur Saison 2005/06 wechselte er ein zweites Mal nach Völkermarkt, wo er seine Karriere als Aktiver nach Saisonende beendete. Als Trainer von Globasnitz und Ruden setzte Wölbl sich noch mehrmals selbst ein.

### Als Trainer
Wölbl wurde zur Saison 2006/07 Trainer des sechstklassigen SC Globasnitz, den er 2008 in die fünftklassige Unterliga führte. Im September 2008 trennte sich der Verein von ihm. Im Jänner 2009 wurde er Trainer des fünftklassigen SV Ruden, mit dem er allerdings am Ende der Saison 2008/09 in die 1. Klasse abstieg, woraufhin er den Verein verließ. In der Saison 2010/11 trainierte er den ebenfalls fünftklassigen ASKÖ St. Michael/Bleiburg.
Im Jänner 2013 übernahm er den viertklassigen SVG Bleiburg, den er bis zum Ende der Saison 2012/13 betreute. Zur Saison 2014/15 wurde Wölbl ein zweites Mal Trainer der Bleiburger. Nach einer weiteren Halbsaison als Cheftrainer verließ er den Verein allerdings in der Winterpause wieder.